# Карлуш I
Вижте пояснителната страница за други личности с името Карлуш.
Крал Карлуш I Португалски (на португалски: rei Carlos I de Portugal), наричан Дипломатът (на португалски: o Diplomata) или Мъченикът (на португалски: o Martirizado) е крал на Πортугалия и Алгарве от 1889 до убийството му в 1908 г. Той е първият португалски крал, загинал насилствено след убийството на крал Себащияу през 1578 г.

## Биография

### Произход и ранни години
Роден е на 28 септември 1863 година в дворецa Айуда в Лисабон. Син е на крал Луиш I и кралица Мария-Пиа Савойска, дъщеря на италианския крал Виктор Емануил II.
През 1883 г. предприема европейско пътуване през Италия, Франция, Англия и Германия с цел да се образова за модерните цивилизации. В 1883, 1886 и 1887 управлява като регент наместо баща си.

### Брак с Амели Орлеанска
През 1886 г. сключва брак с принцеса Амели Орлеанска, дъщеря на Филип Орлеански, претендент за френската корона. Двамата имат три деца:
- Луиш Филипе (1887 – 1908)
- инфанта Мариа Ана Поругалска
- Мануел II (1889 – 1932)

### Управление
Карлуш заема престола на 19 октомври 1889. След подписване на договор с Британия, определящ границите на колониите им в Източна Африка, международната ситуация се стабилизира, макар решението да е видяно в Португалия като неблагоприятно за държавните интереси.
Във вътрешно отношение, Португалия обявява банкрут на два пъти, през 1892 и 1902, което води до недоволство от страна на социалисти и републиканци. Като реакция, Карлос назначава Жоау Франко за министър-председател.

### Атентат и смърт
На 1 февруари 1908, на връщане от вила Вижоза, кралското семейство пътува в открита карета, когато освободения сержант Мануел Буиза прострелва Карлуш пет пъти. Краля е убит моментално, престолонаследникът Луиш-Филипе е ранен смъртно, а принц Мануел ранен в ръката. Няколко дни по-късно единственият оцелял – принц Мануел е провъзгласен за крал.
Карлуш е погребан с почести в гробницата на династия Браганса в Лисабон.

## Други
На негово име е кръстен спуснатият през 1898 г. бронепалубен крайцер „Дон Карлуш I“.